# 西巴基斯坦
西巴基斯坦（烏爾都語： Mag̱ẖribī Pākistān；孟加拉語： Pôśchim Pākistān）是巴基斯坦的一個已不存在的省份，其轄境大致為今日巴基斯坦國境。
1947年印巴分治後，英屬印度被分為印度自治領、巴基斯坦自治領兩個部分，後分別獨立為印度、巴基斯坦兩個國家。其中，巴基斯坦領土又分為互不相連的兩部分。1955年，巴基斯坦發起一個單元計劃，設立西巴基斯坦省和東巴基斯坦省，西邊的領土即西巴基斯坦省全境，東邊的領土為東巴基斯坦省全境。
巴基斯坦總理穆罕默德·阿里·博格拉於1970年7月1日簽署法案，正式廢除西巴基斯坦，並將西巴基斯坦分成4個省。